# Manifestations des agriculteurs indiens de 2020-2021
Les manifestations des agriculteurs indiens de 2020-2021 constituent un mouvement de protestation contre les trois lois agricoles adoptées par le Parlement indien en septembre 2020. Les syndicats paysans estiment que ces lois supprimeront les prix réglementés des intermédiaires, ce qui laissera les paysans vulnérables face aux grandes entreprises qui pourraient imposer des prix à la baisse,. Le gouvernement soutient qu'elles leur permettront de vendre leurs produits directement à des entreprises à des prix librement fixés,. 
Les manifestations prennent fin à la mi-novembre 2021, avec le retrait par le gouvernement des lois controversées, plus d'un an après leur commencement. Sept cents paysans sont morts en participant au mouvement.
Un nouveau mouvement de protestation commence en février 2024

## Contexte
Le gouvernement de Narendra Modi décide en 2020 de libéraliser la commercialisation des produits agricoles en permettant aux producteurs de vendre directement aux entreprises privées, une mesure qui conduirait à la disparition des prix minimum garantis. Cette décision, susceptible d'appauvrir encore davantage les paysans, entraine une mobilisation nationale conduite par les syndicats.
Ces lois, adoptées par le Parlement en septembre 2020, visent à déréguler le secteur agricole en faveur du secteur privé. Si le gouvernement de Narendra Modi insiste sur la nécessité et le bien-fondé de ces lois, soulignant que les agriculteurs indiens disposeront d'un libre choix de vendre leurs produits et que des investisseurs pourront mieux investir, les agriculteurs indiens perçoivent ces lois comme « un feu vert à l'inflation » des coûts des denrées et de la production agricole.
Les opposants à la loi s'appuient sur l’exemple du Bihar (État du nord-est de l'Inde), où la suppression en 2006 des mandis (marchés de gros supervisés par chaque État et dont le gouvernement fédéral prévoit la suppression) a eu pour conséquence une baisse des revenus des paysans.
La majorité des paysans indiens sont pauvres et possèdent en moyenne 1 hectare de terre, dépourvu d’équipement de base. Leurs difficultés se sont intensifiées sous l’effet du changement climatique et de la pollution massive. La plupart des exploitations ne sont pas irriguées et les récoltes dépendent des pluies et de la mousson, de plus en plus erratiques. Le taux de suicide très élevé dans la paysannerie reflète l’intensité de la crise. 
Au cours des dernières décennies, les paysans ont vu leurs marges bénéficiaires se réduire et leurs dettes augmenter. Une étude publiée en 2020 par l’université agricole du Pendjab indique que les paysans du Pendjab sont endettés à hauteur de quatre fois leur revenu annuel. Ces vingt dernières années, 300 000 paysans se sont suicidés en Inde. En 2018, des manifestations rassemblant des dizaines de milliers de paysans s'étaient succédé pour dénoncer notamment les très forts taux d'endettement et de suicides.

## Déroulement

### Août à décembre 2020
Peu de temps après l'introduction des lois, les syndicats commencent à organiser des manifestations locales, principalement au Pendjab. Après deux mois de manifestations, les syndicats d'agriculteurs - notamment du Pendjab, du Rajasthan et de l'Haryana - lancent un mouvement nommé Dilhi Chalo ("Allons à Delhi"), dans lequel des dizaines de milliers d'agriculteurs, de syndicats et d'associations marchent vers la capitale nationale. Le gouvernement indien ordonne à la police et aux forces de l'ordre de divers États d'attaquer les syndicats d'agriculteurs en utilisant des canons à eau, des matraques et des gaz lacrymogènes pour les empêcher d'entrer à Haryana, puis à Delhi.
Le 26 novembre, une grève générale nationale à laquelle participent environ 250 millions de personnes a lieu pour soutenir les syndicats d'agriculteurs. Le 30 novembre, India Today estime qu'entre 200 000  et   300 000 agriculteurs convergent vers Delhi.
Plus de 50 syndicats d'agriculteurs prennent part à la manifestation, tandis que le gouvernement indien affirme que certains syndicats se prononcent en faveur des lois agricoles,. Les syndicats des transports, qui représentent plus de 14 millions de camionneurs, se prononcent en faveur des syndicats d'agriculteurs, menaçant d'interrompre la circulation des marchandises dans certains États. Après le refus de la part du gouvernement d'accepter les demandes des syndicats d'agriculteurs lors des discussions du 4 décembre, ces derniers prévoient d'intensifier l'action par une nouvelle grève dans toute l'Inde le 8 décembre 2020.
Le gouvernement propose d'apporter quelques amendements aux lois, mais les syndicats réclament leur abrogation. À partir du 12 décembre, les syndicats d'agriculteurs prennent le contrôle des gares de péage autoroutières de l'Haryana et y autorisent la libre circulation des véhicules. À la mi-décembre, la Cour suprême de l'Inde reçoit une série de pétitions liées à la suppression des blocus créés par les manifestants autour de Delhi. La Cour a aussi l'intention de faire avancer les négociations avec les différents organes des syndicats d'agriculteurs protestataires,. Elle demande également au gouvernement de suspendre les lois, ce qu'il refuse. Le 4 janvier 2021, elle enregistre le premier recours déposé en faveur des agriculteurs protestataires.

### En 2021

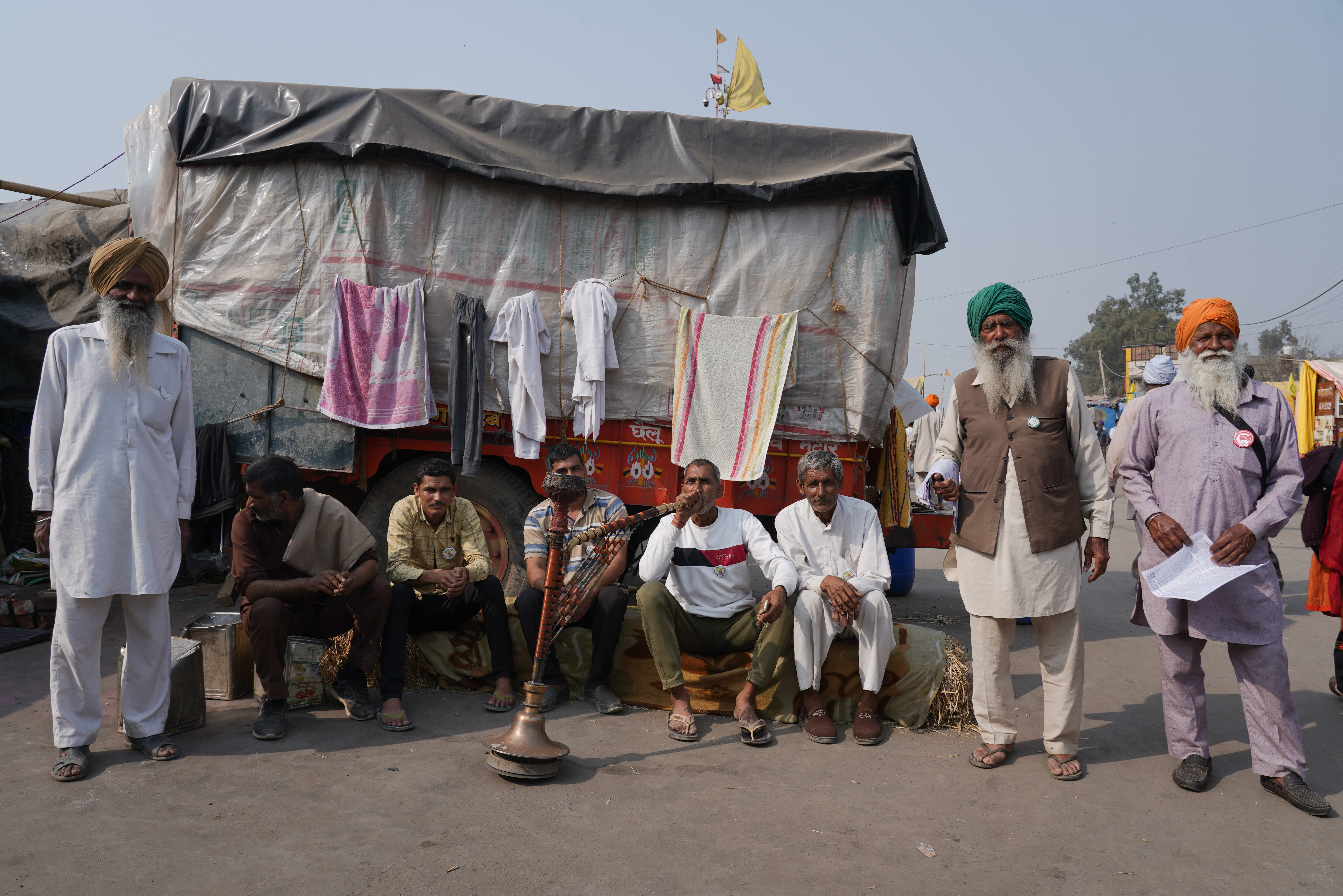
Agriculteurs et manifestants auprès du mur de Singhu, que les autorités avait érigé pour les empêcher de gagner la capitale. Émotion sur le site de la manifestation où les agriculteurs de l'Haryana sont assis et fument le narguilé tandis que les agriculteurs du Pendjab (Inde) sont debout à côté. Il y a un sentiment d'unité et de respect des différences entre les uns et les autres. Février 2021.

Le 8 janvier, une grève générale paralyse le pays, rassemblant 10 des 11 plus grands syndicats du pays et jusqu'à 250 millions de grévistes, ce qui pourrait être la plus grande grève de l'histoire indienne.
Le 12 janvier, après douze mois de manifestations, la Cour suprême suspend les réformes. Le mouvement paysan refuse cependant de se disperser, continuant de réclamer le retrait pur et simple des lois concernées, ce que refuse le gouvernement.
Le 26 janvier, à l'issue d'une grosse journée de manifestations dans la capitale, les autorités rompent le dialogue avec les organisations syndicales, coupent Internet aux environs de Delhi et lancent une série de plaintes contre les principaux responsables du mouvement paysan, mais aussi contre des personnalités de l’opposition. Le réseau social Twitter bloque à la demande du gouvernement plusieurs centaines de comptes appartenant à des magazines, des agriculteurs et des personnalités publiques qui s'opposent aux réformes agricoles. L'ONG Reporters sans frontières qualifie cette mesure de « cas choquant de censure manifeste ». Pour l’Internet Freedom Foundation, « les mesures prises par le gouvernement sont disproportionnées et montrent une hausse alarmante de la censure ».
Le mouvement écologiste Fridays for Future, fondé dans le cadre des marches internationales pour le climat, est à son tour ciblé par la répression en février pour avoir partagé sur les réseaux sociaux un appel à soutenir les manifestations de paysans. Disha Ravi, la figure emblématique du groupe, est arrêtée par la police qui l'accuse d'avoir participé à un « complot criminel » visant à « lancer une guerre économique, sociale et culturelle en Inde »,.
Les dirigeants du mensuel The Caravan et du site The Wire, ainsi que le rédacteur en chef du National Herald et l’un des principaux animateurs de la chaîne India Today sont poursuivis en justice courant février, étant accusés de « sédition » pour avoir relayé des témoignages attribuant à la police la mort d'un manifestant (qui se serait tué accidentellement selon la version des autorités).
En mars, le coût de l'éducation est aussi soulevé par les manifestants, qui organisent des Mahapanchayat (des assemblées populaires réunissant plusieurs communes).
En date du 1er février, quelque 150 manifestants sont morts pendant les protestations. Parmi eux, des dizaines de fermiers sont morts de froid dans des campements de fortune.
En mars, le mouvement s'étend à l'ensemble du corps social. Des Mahapanchayats, assemblées de démocratie directe, s'organisent dans l'ensemble du pays. Une manifestation de grande ampleur est organisée le 21 mars avec une marche vers Delhi.
Huit personnes sont tuées le 3 octobre dans l’État de l’Uttar Pradesh. Des paysans s'étaient rassemblés le long d’une route dans le but de mener une protestation symbolique lors du passage du ministre fédéral adjoint de l’Intérieur, Ajay Kumar Mishra, lorsque plusieurs voitures ont délibérément foncé dans la foule.
En novembre 2021, après plus d'un an de conflit avec les paysans, le gouvernement renonce à sa réforme. Cette décision intervient quelques semaines avant les élections au Pendjab et en Uttar Pradesh, deux hauts lieux de la contestation paysanne.
Début 2022, les syndicats agricoles reprochent au gouvernement de ne pas tenir ses promesses concernant la levée des poursuites judiciaires contre les paysans qui ont participé aux manifestations. Le ministre de l’Agriculture évoque même une possible réintroduction des réformes.

### Reprise des manifestations en 2024
Des dizaines de milliers de paysans commencent une nouvelle marche le 13 février 2024, depuis le Pendjab et l’Haryana, vers la capitale New Delhi, à l’appel de deux cents syndicats d’agriculteurs. 
Les autorités mobilisent d’importants moyens pour stopper la marche à la frontière entre le Pendjab et l’Haryana, à quelque 200 kilomètres de New Delhi. La police fait usage de canons à eau et de drones pour lancer sur les manifestants des gaz lacrymogènes, causant de nombreux blessés. Aux abords de New Delhi, la police installe par ailleurs des centaines de mètres de barricades en béton et de barrières métalliques.
Les manifestations ont repris alors que les revenus des paysans ont diminué les mois précédents, sous l’effet de l’inflation du prix du diesel, des engrais et des pesticides. « A bien des égards, la colère des agriculteurs et la demande de réforme du système des prix minimum sont le résultat d’années de négligence de l’économie agraire, qui a connu une baisse des revenus et des salaires réels », souligne à ce sujet Himanchu, professeur d’économie à l’université Jawaharlal Nehru. 
En outre, les promesses gouvernementales faites en 2021 en échange de l’arrêt des manifestations n’ont pas toujours été tenues. Aucune décision n’a été prise concernant la mise en place de prix minimum garantis pour les récoltes dans l’ensemble du pays. Les paysans réclament l’instauration de tarifs minimum pour toutes leurs productions. 
Les syndicats demandent aussi une pension de 5 000 roupies (55,8 euros) pour les agriculteurs, un allègement de leur dette et le retrait des poursuites judiciaires engagées lors des précédentes manifestations. Ils exigent enfin que l’Inde quitte l’Organisation mondiale du commerce (OMC), pour se protéger de la concurrence de l’étranger.

## Réactions

### En Inde
Le Parti du peuple indien (BJP, au pouvoir) et les médias conservateurs ont cherché à discréditer le mouvement paysan en le décrivant comme manipulé par des puissances étrangères rivales, comme la Chine et le Pakistan, et en le qualifiant parfois de « terroriste » et de « séparatiste ». Des députés et journalistes surnomment le mouvement le « tukde tukde gang », soit le « gang des casseurs de l'unité nationale ».
En 2021, le poète et chanteur populaire Bir Singh compose la chanson « Charhdikala », qui rend hommage à la résilience et au courage des manifestants.

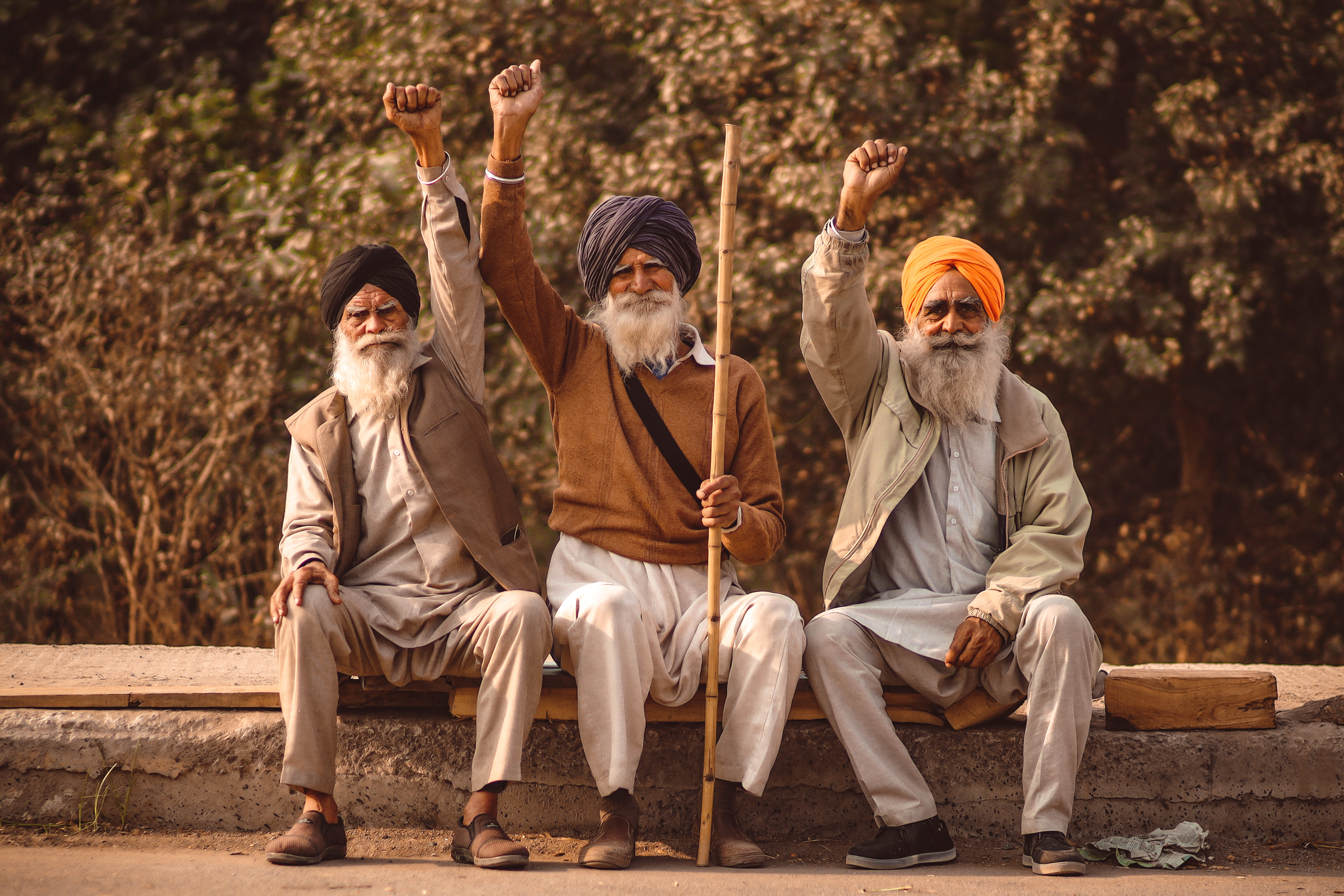
Manifestation d'agriculteurs indiens en 2020-2021. Décembre 2020.

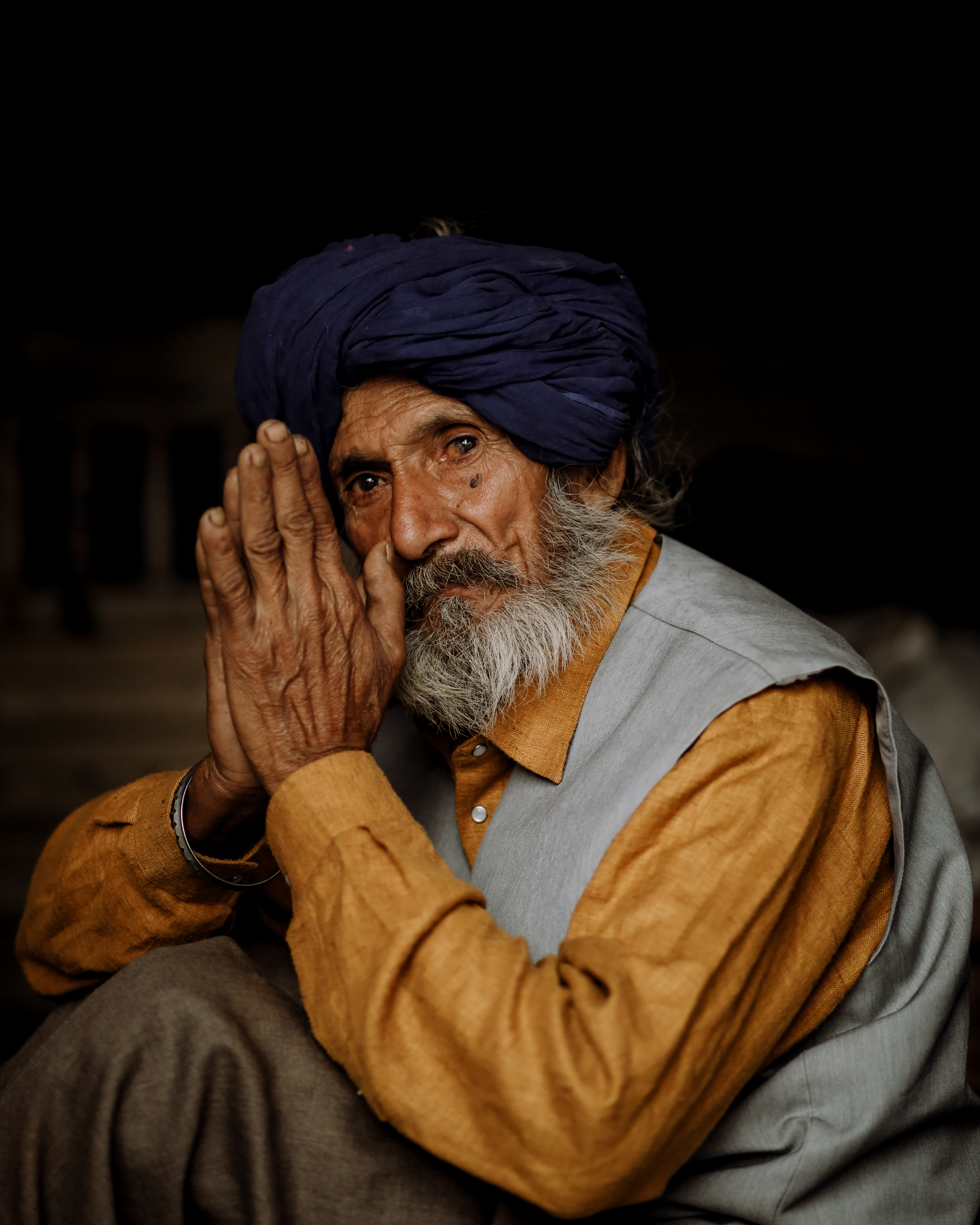
Manifestation d'un agriculteur indien en 2020-2021. Décembre 2020.

### Réactions à l'International
Canada : Le premier ministre Justin Trudeau a déclaré le 4 décembre 2020 qu'il était préoccupé par les manifestations mais était favorable à ce que les agriculteurs soient écoutés par le gouvernement indien. En réaction à ces commentaires, le gouvernement de l'Inde a accusé Justin Trudeau de s'« ingérer dans ses affaires intérieures ».
 Nations unies :  Le secrétaire général António Guterres a appelé le gouvernement indien à autoriser les manifestations, affirmant le droit d'exprimer son opposition au gouvernement, déclarant que : « [...] les gens ont le droit de manifester pacifiquement et les autorités doivent les laisser faire ».
En plus des représentants de pays à travers le monde, des célébrités ont réagi aux manifestations secouant l'Inde. Sur le réseau social Twitter, la chanteuse Rihanna a demandé le 2 février pourquoi les médias ne parlaient pas de ces manifestations, ce qui a provoqué un débat houleux sur les réseaux sociaux. Elle a été publiquement soutenue par la militante écologiste Greta Thunberg.